# Wilhelm von Marval

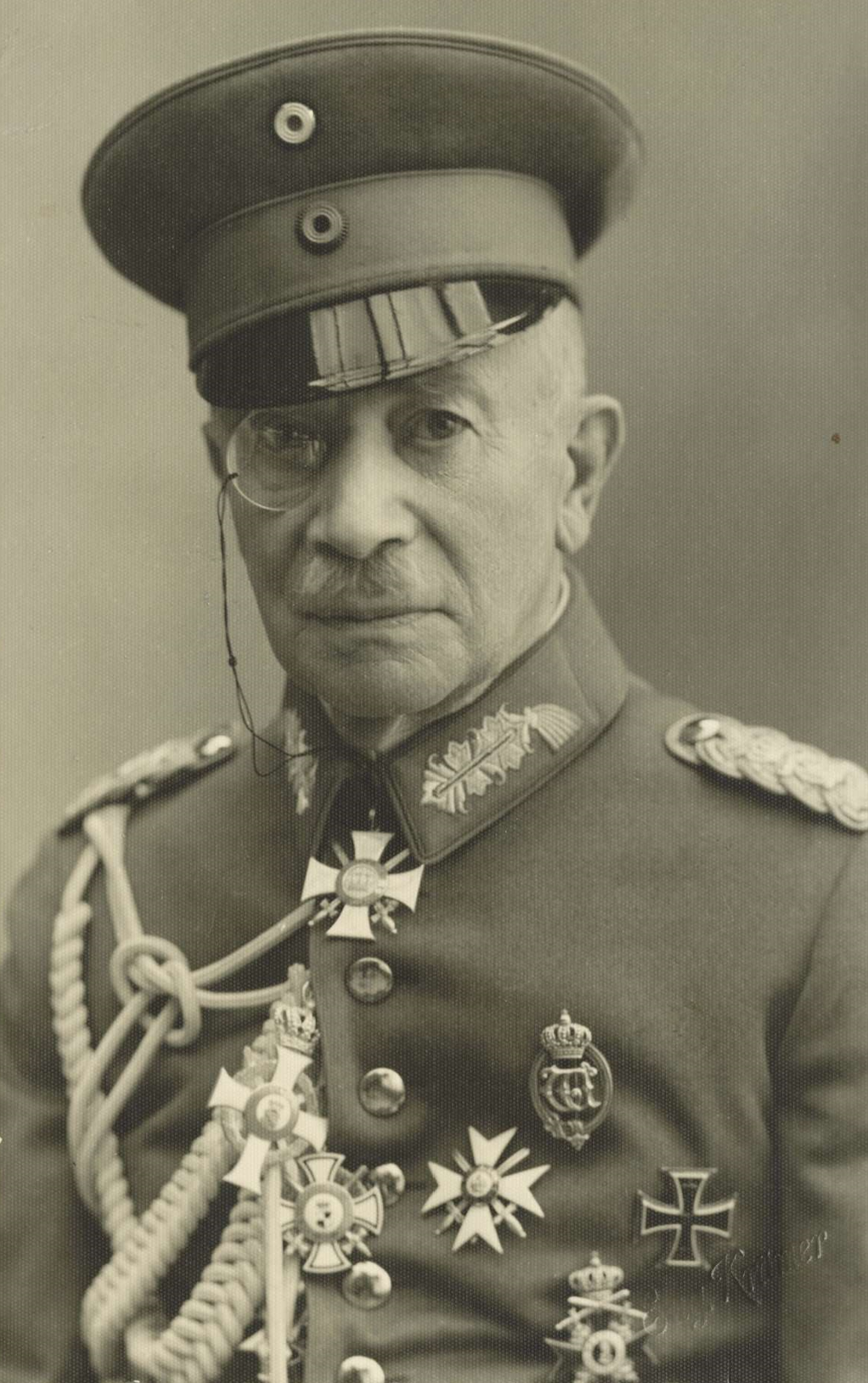
Wilhelm von Marval in Uniform

Guillaume de Marval, später eingedeutscht in Wilhelm von Marval, 1917 umbenannt in von Marval-Seybold (* 10. Dezember 1861 in Nordheim; † 27. Juli 1944 ebenda) war ein deutscher Generalmajor und Flügeladjutant des württembergischen Königs.

## Leben

### Herkunft und Familie
Die Familie derer von Marval stammte ursprünglich aus dem Osten Frankreichs, siedelte aber Ende des 16. Jahrhunderts in die Schweiz über, wo sie gewisse Bekanntheit erlangte. Wilhelms Vater Fritz, heiratete die Württembergerin Agathe, geb. Seybold und zog mit ihr nach zusammen nach Nordheim. Er hatte vier Geschwister, nämlich Agathe, die Zwillinge Cäcilie und Esther, sowie den Bruder Carl. Sein Bruder machte sich als Delegierter des Schweizerischen Roten Kreuzes im Ersten Weltkrieg im Kampf gegen die Tuberkulose einen Namen.
Er heiratete Edith, geb. Storr (1866–1945) und bekam mit ihr zwei Kinder, nämlich Kurt und Gabriele (1891–1973). Sein einziger Sohn Kurt war Stifter der Von Marval’schen Familienstiftung.

### Karriere
Nachdem seine Familie im November 1869 nach Neuenburg in die Schweiz zog, musste Guillaume schon als Jugendlicher das Elternhaus verlassen, um bei seiner Großmutter in Stuttgart zu wohnen, da er schon im frühen Alter dafür auserwählt wurde, das mütterliche Gut in Nordheim zu übernehmen.
Er trat im 1. Oktober 1881 als Einjährig-Freiwilliger in die württembergische Armee ein. Nach einer kurzen Beurlaubung vom 1. Oktober 1882 bis zum 6. April 1885 trat er nachfolgend als Berufsoffizier in die Armee ein und erhielt am 1. April 1885 das Patent zum Leutnant. 1892 diente er im Ulanen-Regiment „König Wilhelm I.“ (2. Württembergisches) Nr. 20. Eine Beförderung zum Oberleutnant erfolgte am 27. Januar 1894. Das Patent zum Rittmeister wurde ihm am 13. September 1899 überreicht. Seine Beförderung zum Major erfolgte am 18. Mai 1908. Ab 1908 wirkte er auch als Flügeladjutant des württembergischen Königs Wilhelm II. Am 5. August 1909 wurde er zum Rechtsritter des Johanniterorden geschlagen.
Als Flügeladjutant wurde er 1912 zum Kommandeur der württembergischen Schloßgarde-Kompanie ernannt.
Bis 1913 war er Träger des Ritterkreuz vom Orden der Württembergischen Krone, des Ritterkreuz I. Klasse mit Schwertern des Friedrichs-Orden, des Dienstehrenzeichen I. Klasse, der Komtur II. Klasse des Hausordens Albrechts des Bären, des Ritterkreuz I. Klasse des Ordens vom Zähringer Löwen, der III. Klasse des bayerischen Orden vom Heiligen Michael, des Offizierkreuz III. Klasse des Militärverdienstordens, des Ehrenkreuz des Greifenordens, des Ehrenoffizierkreuzes des Oldenburgischen Haus- und Verdienstorden des Herzogs Peter Friedrich Ludwig, der IV. Klasse mit Schwertern des preußischen Roten Adlerorden, der IV. Klasse des Königlichen Kronen-Ordens, des Ehrenkreuz II. Klasse des Königlichen Hausorden von Hohenzollern, des Ritterkreuz I. Klasse mit Kronen des Albrechts-Ordens, des Komturkreuz II. Klasse des Herzoglich Sachsen-Ernestinischen Hausordens, des Ehrenkreuz II. Klasse des Lippischen Hausordens, des Verdienstkreuz II. Klasse des Militär-Verdienstkreuz (Waldeck), der II. Klasse des Ordens der Eisernen Krone und des Ritterkreuz des Franz-Joseph-Orden.
Einen Monat vor Ausbruch des Ersten Weltkrieges wurde er am 9. Juni 1914 als Oberstleutnant zum stellvertretenden Kommandeur des Ulanen-Regiment „König Wilhelm I.“ (2. Württembergisches) Nr. 20 ernannt. In dieser Position blieb er bis zum August desselben Jahres. Am 17. Dezember 1914 erfolgte seine endgültige Verwendung als Regimentskommandeur, wobei er mit dem Schutz an der Weichsel bei Wloclaw und Płock beauftragt wurde. Am 26. Oktober 1915 wurde er wieder zur Dienstleistung als Flügeladjutant zum württembergischen König zurückgeschickt. Nach Kriegsende schied er als Generalmajor aus der Armee aus.
In Nordheim konnte er seinem engen Vertrauten, dem Nordheimer Bürgermeister Karl Heinrich, zahlreiche seiner Grundstücke verkaufen.